# Alexandru Moser Padina
Alexandru Moser Padina (n. 1904, Padina, Județul Buzău - d. 4 noiembrie1992, Zürich, Elveția) a fost un pictor român peisagist și restaurator de artă, considerat drept unul din cei mai buni pictori români interbelici. 

## Biografie
Părinții săi au fost Louis Moser, elvețian de origine evreiască, și Adela Faluță, româncă.
Între 1925 și 1933 a studiat pictura la Academia de Arte Frumoase și în diferite ateliere de artă din București. A deschis prima sa expoziție personală pe 14 februarie 1932 în sala Mozart din București.
În 1933 a trecut examenul în vederea atestării sale ca pictor de biserici, fiind declarat „pictor artist ortodox”. Între 1934-1938 a lucrat la restaurarea picturii interioare a patru biserici din țară: în 1936 la „Sf. Gheorghe” din Ploiești și „Sf. Gheorghe” din Giurgiu, în 1937 la „Maica Domnului” din Dascălul Creață, iar în 1938 la „Adormirea Maicii Domnului” din Lehliu, Slobozia.
Între 9 mai și 9 iulie 1935 a participat la expoziția „Peisagiul Bucureștean” deschisă în foyerul Teatrului Comedia iar în anul 1936 a participat la Salonul Oficial cu două lucrări cu același titlu, „Peisagiu din Balcic”, aflate astăzi în patrimoniul Muzeului Național de Artă și respectiv al Muzeului de Istorie și Artă al Municipiului București, care l-au consacrat ca pictor. În 1942, Alexandru Padina s-a numărat printre cei 20 de pictori ce au reprezentat Pavilionul României, special compus din șase săli mari în care erau expuse 68 de lucrări a douăzeci de pictori și 10 sculptori români, participanți la cea de a XXIII-a Bienală de la Veneția.
La 16 august 1947 lui Alexandru Padina i-a fost conferit gradul de Cavaler al ordinului Meritul Cultural de către regele Mihai I al României.
În 1947 a emigrat în Elveția, unde a continuat să picteze, fără a-și schimba stilul, până la moartea sa. Lucrările sale din Elveția se încadrează în pictura elvețiană contemporană, pictorul ocupând un loc onorabil în dicționarele elvețiene de artă.

## Muzee din România care expun lucrări ale pictorului
- Muzeul Național de Artă din București[4]
- Muzeul Zambaccian din București[5][6]
- Muzeul Colecțiilor de Artă din București[7]
- Muzeul de Artă din Constanța
- Muzeul de Artă din Cluj-Napoca
- Muzeul de Artă din Roman

## Citate despre Alexandru Padina
„Padina avea un frumos talent. I-am reținut câteva peisaje din Pitești, Podul de pe Argeș, vederi din marginea Bucureștiului, de la Tei, o perspectivă de acoperișuri de case din central capitalei. A pictat și un expresiv și colorat portret al soției mele, etc.”—Krikor H. Zambaccian, în Însemnările unui amator de artă, Editura LiterNet, 2004